# 猴子钓鱼
《猴子钓鱼》是一部中国上海美术电影制片厂制作的剪纸动画片。

## 剧情简介
四只猴子看到河里的有很多活蹦乱跳的鱼儿，想要抓来几条，可不知怎么去抓。他们看到一位渔女用鱼叉很轻松地就叉到了鱼，就找来了一根带叉的树枝充当鱼叉来叉鱼；看到一位老翁用鱼竿也钓到了鱼，就把自己的尾巴当作鱼竿伸进了河水里；看到渔民用渔网捞到了很多鱼，就想了各种办法去编渔网……然而，不管猴子们怎么模仿，结果还是一条鱼也没有收获到，而且闹出了不少笑话。